# Winter-Paralympics 2022/Skilanglauf
Bei den XIII. Winter-Paralympics wurden zwischen dem 6. und 13. März 2022 im Nordischen Ski- und Biathlonzentrum Guyangshu 20 Skilanglauf-Wettbewerbe ausgetragen.

## Medaillenspiegel
| Platz | Land                | Gold | Silber | Bronze | Gesamt |
| ----- | ------------------- | ---- | ------ | ------ | ------ |
| 1     | Volksrepublik China | 7    | 6      | 5      | 18     |
| 2     | Kanada              | 5    | 1      | 4      | 10     |
| 3     | Ukraine             | 3    | 1      | 3      | 7      |
| 4     | Vereinigte Staaten  | 1    | 6      | 1      | 8      |
| 5     | Deutschland         | 1    | 2      | 2      | 5      |
| 6     | Frankreich          | 1    | 2      | —      | 3      |
| 6     | Österreich          | 1    | —      | 1      | 2      |
| 7     | Japan               | 1    | —      | —      | 1      |
| 9     | Schweden            | —    | 1      | 2      | 3      |
| 10    | Norwegen            | —    | 1      | 1      | 2      |
| 11    | Italien             | —    | —      | 1      | 1      |

## Frauen
| Disziplin               | Klasse       | Gold                | Gold         | Silber             | Silber       | Bronze              | Bronze       |
| 6. März 2022            | 6. März 2022 | 6. März 2022        | 6. März 2022 | 6. März 2022       | 6. März 2022 | 6. März 2022        | 6. März 2022 |
| ----------------------- | ------------ | ------------------- | ------------ | ------------------ | ------------ | ------------------- | ------------ |
| 12 km                   | sitzend      | Yang Hongqiong      | 43:06,7 min  | Oksana Masters     | 43:38,8 min  | Li Panpan           | 45:17,0 min  |
| 7. März 2022            |              |                     |              |                    |              |                     |              |
| 15 km Freistil          | sehbehindert | Oksana Schyschkowa  | 51:09,1 min  | Linn Kazmaier      | 52:05,6 min  | Leonie Maria Walter | 54:08,8 min  |
| 15 km Freistil          | stehend      | Natalie Wilkie      | 48:04,8 min  | Sydney Peterson    | 49:00,2 min  | Brittany Hudak      | 49:27,8 min  |
| 9. März 2022            |              |                     |              |                    |              |                     |              |
| 1,1 km Sprint           | sitzend      | Yang Hongqiong      | 3:18,2 min   | Oksana Masters     | 3:19,9 min   | Li Panpan           | 3:31,0 min   |
| 1,5 km Sprint klassisch | sehbehindert | Carina Edlinger     | 3:49,6 min   | Oksana Schyschkowa | 3:56,4 min   | Linn Kazmaier       | 4:05,2 min   |
| 1,5 km Sprint klassisch | stehend      | Natalie Wilkie      | 4:05,1 min   | Vilde Nilsen       | 4:08,1 min   | Sydney Peterson     | 4:12,1 min   |
| 12. März 2022           |              |                     |              |                    |              |                     |              |
| 5 km                    | sitzend      | Yang Hongqiong      | 24:47,5 min  | Oksana Masters     | 25:24,7 min  | Ma Jing             | 26:22,9 min  |
| 7,5 km klassisch        | sehbehindert | Linn Kazmaier       | 41:40,8 min  | Wang Yue           | 42:20,3 min  | Carina Edlinger     | 43:13,9 min  |
| 7,5 km klassisch        | stehend      | Oleksandra Kononowa | 41:18,0 min  | Natalie Wilkie     | 41:45,3 min  | Iryna Buj           | 41:47,1 min  |

## Männer
| Disziplin               | Klasse       | Gold            | Gold         | Silber          | Silber       | Bronze                 | Bronze       |
| 6. März 2022            | 6. März 2022 | 6. März 2022    | 6. März 2022 | 6. März 2022    | 6. März 2022 | 6. März 2022           | 6. März 2022 |
| ----------------------- | ------------ | --------------- | ------------ | --------------- | ------------ | ---------------------- | ------------ |
| 15 km                   | sitzend      | Zheng Peng      | 43:09,2 min  | Mao Zhongwu     | 43:23,8 min  | Collin Cameron         | 47:36,6 min  |
| 7. März 2022            |              |                 |              |                 |              |                        |              |
| 20 km Freistil          | sehbehindert | Brian McKeever  | 55:36,7 min  | Jake Adicoff    | 58:54,4 min  | Zebastian Modin        | 1:00:05,4 h  |
| 20 km Freistil          | stehend      | Taiki Kawayoke  | 52:52,8 min  | Cai Jiayun      | 54:27,7 min  | Qiu Mingyang           | 54:29,7 min  |
| 9. März 2022            |              |                 |              |                 |              |                        |              |
| 1,1 km Sprint           | sitzend      | Zheng Peng      | 2:42,4 min   | Mao Zhongwu     | 2:44,9 min   | Collin Cameron         | 2:46,3 min   |
| 1,5 km Sprint klassisch | sehbehindert | Brian McKeever  | 3:19,5 min   | Jake Adicoff    | 3:20,3 min   | Zebastian Modin        | 3:37,8 min   |
| 1,5 km Sprint klassisch | stehend      | Benjamin Daviet | 3:07,5 min   | Marco Maier     | 3:08,8 min   | Hryhorij Wowtschynskyj | 3:09,3 min   |
| 12. März 2022           |              |                 |              |                 |              |                        |              |
| 7,5 km                  | sitzend      | Mao Zhongwu     | 29:10,7 min  | Zheng Peng      | 30:08,4 min  | Giuseppe Romele        | 31:42,5 min  |
| 10 km klassisch         | sehbehindert | Brian McKeever  | 33:06,6 min  | Zebastian Modin | 33:59,1 min  | Dmytro Sujarko         | 34:08,1 min  |
| 10 km klassisch         | stehend      | Wang Chenyang   | 33:07,8 min  | Benjamin Daviet | 33:09,1 min  | Cai Jiayun             | 33:18,0 min  |

## Staffeln
| Disziplin                 | Gold                                                                                 | Gold          | Silber                                                             | Silber        | Bronze                                                       | Bronze        |
| 13. März 2022             | 13. März 2022                                                                        | 13. März 2022 | 13. März 2022                                                      | 13. März 2022 | 13. März 2022                                                | 13. März 2022 |
| ------------------------- | ------------------------------------------------------------------------------------ | ------------- | ------------------------------------------------------------------ | ------------- | ------------------------------------------------------------ | ------------- |
| 4 × 2,5 km Mixed-Staffel  | Vereinigte Staaten Oksana Masters Sydney Peterson Daniel Cnossen Jake Adicoff        | 25:59,3 min   | Volksrepublik China Shan Yilin Wang Chenyang Zheng Peng Cai Jiayun | 26:25,3 min   | Kanada Collin Cameron Emily Young Mark Arendz Natalie Wilkie | 27:00,6 min   |
| 4 × 2,5 km Offene Staffel | Ukraine Dmytro Sujarko Hryhorij Wowtschynskyj Wassyl Krawtschuk Anatolij Kowalewskyj | 28:05,3 min   | Frankreich Benjamin Daviet Anthony Chalençon                       | 28:30,4 min   | Norwegen Kjartan Haugen Vilde Nilsen Thomas Oxaal            | 28:41,0 min   |